# Hoploscopa ignitamaculae
Hoploscopa ignitamaculae is een vlinder uit de familie van de grasmotten (Crambidae), uit de onderfamilie van de Hoploscopinae. De wetenschappelijke naam van deze soort is voor het eerst gepubliceerd in 2020 door Théo Léger en Matthias Nuss.
De voorvleugellengte varieert van 8 tot 9,5 millimeter.
De soort komt voor in het noorden van Sulawesi (Indonesië) op een hoogte tussen 300 en 1150 meter.